# Sergio Llorente
Sergio Antonio Llorente Paz (Madrid, 13 de septiembre de 1990) es un baloncestista español, que ocupa la posición de base que actualmente forma parte de la plantilla del Hestia Menorca de la Primera FEB. Es hijo del que también fue jugador de baloncesto Joe Llorente, al igual que su hermano Juan Llorente.

## Trayectoria deportiva
Formado en la cantera del Estudiantes, debutando en 2008/09 en Liga EBA. En 2009/10, con 19 años, destacó en dicha competición logrando promedios superiores a los 15 puntos por encuentro. 
En 2010/11 firma con el Peñas Huesca, club de LEB Oro, logrando 3.2 puntos y 1.1. asistencias en poco más de 10 minutos por encuentro.
Recaló en las filas del Óbila Club de Basket en la temporada 2011/12 disputando la LEB Plata, categoría en la que destacó como uno de los mejores bases. En Ávila promedió 9.5 puntos y 3.2 asistencias, y en la temporada siguiente, 2012/13, acreditó 16.6 puntos y 5 asistencias en el CEBA Guadalajara.
En 2013/14 regresa a LEB Oro y firma con el Força Lleida, registrando 10 puntos y 4 asistencias de promedio. En 2014/15 milita en las filas del Palma Air Europa, donde promedió 10.5 puntos y 3.5 asistencias por encuentro. En la temporada 2015/16 firmaría con el CB Breogán y completa la temporada con promedios de 7.3 puntos y 2.9 asistencias.
En 2016/17 refuerza al Bilbao Basket de Liga ACB, competición en la que llega a disputar 11 encuentros además de uno de Eurocup. Permanece en la máxima competición española en 2017/18 con el Baloncesto Fuenlabrada, disputando 17 encuentros de liga y uno de Copa.
En agosto de 2018 se incorpora a las filas del UCAM Murcia para realizar la pretemporada a las órdenes de Javi Juárez, aunque finalmente en noviembre de 2018 se incorpora al Oviedo Club Baloncesto para disputar la LEB Oro cubriendo las bajas por lesión de Roope Ahonen y Alonso Meana. En los 29 partidos en los que participó registró medias de 9 puntos y 4.2 asistencias. En 2019/20 es renovado en Oviedo, alcanzando medias de 7.3 puntos y 2.4 asistencias hasta la cancelación prematura de la temporada como consecuencia de la pandemia de coronavirus.
El 14 de septiembre de 2020 se compromete con el Club Melilla Baloncesto de la Liga LEB Oro con un contrato temporal de dos meses, posteriormente ampliado dos meses más. En las filas del club melillense disputó 11 partidos y alcanzó medias de 11 puntos y 2.5 asistencias. Finalizado su compromiso, el 25 de enero de 2021 firma por el Spirou Basket Club de la Scooore League belga, donde completa la temporada 2020/21 acreditando 12.7 puntos y 5.4 asistencias en los 21 partidos que disputó.
En noviembre de 2021, firma por Brussels Basketball de la BNXT League. Un mes después, renovaría su contrato hasta el final de la temporada. En la temporada 2022-23, promedia 8 puntos y 5.3 asistencias por encuentro.
El 18 de mayo de 2023, firma por el Bilbao Basket de la Liga ACB.
El 28 de junio de 2023, firma por el Club Ourense Baloncesto de la Liga LEB Oro.
El 16 de diciembre de 2024, firma por el Club Baloncesto Lucentum Alicante de la Primera FEB. El 20 de febrero de 2025, finaliza su contrato con el conjunto alicantino y firma por el Hestia Menorca de la Primera FEB.

## Equipos
- Colegio San Agustín Madrid (1998-2007)
- CB Estudiantes (EBA) (2009-2010)
- CB Peñas Huesca (Leb Oro) (2010-2011)
- Óbila Club de Basket (Leb Plata) (2011-2012)
- CEBA Guadalajara (Leb Plata) (2012-2013)
- Força Lleida Club Esportiu (Leb Oro) (2013-2014)
- Palma Air Europa (Leb Oro) (2014-2015)
- CB Breogán (Leb Oro) (2015-2016)
- Club Basket Bilbao Berri (ACB) (2016-2017)
- Baloncesto Fuenlabrada (ACB) (2017-2018)
- UCAM Murcia (ACB) (2018)
- Oviedo Club Baloncesto (Leb Oro) (2018-2020)
- Club Melilla Baloncesto (Leb Oro) (2020-2021)
- Spirou Basket Club (Scooore League) (2021- )
- Brussels Basketball (BNXT League) (2021-2023)
- Bilbao Basket (ACB) (2023)
- Club Ourense Baloncesto (Leb Oro) (2023-2024)
- Club Baloncesto Lucentum Alicante (Primera FEB) (2024-2025)
- Hestia Menorca (Primera FEB) (2025-actualidad)